# John L. Gibbs
John La Porte Gibbs (Contea di Bradford, 3 maggio 1838 – Owatonna, 28 novembre 1908) è stato un politico statunitense. Nato nella Contea di Bradford, frequentò la Ann Arbor Law School, laureandosi nel 1861. Nel 1862, fu eletto procuratore della contea di Freeborn nel Michigan, la quale oggi non è più una contea.
Fu eletto quattro volte alla Camera dei rappresentanti del Minnesota, nella quale fu anche speaker due volte. Fu vice governatore sotto il governatore David Marston Clough dal 5 gennaio 1897 al 3 gennaio 1899. Gibbs sposò Martha Partridge Robson nel 1867 e morì nel 1908 a Owatonna.